# حبیب‌الله ترشیزی
حبیب‌الله ترشیزی از سیاستمداران ایرانی بود، که در دوره سوم بعنوان نماینده حوزه انتخابیه ترشیز در مجلس شورای ملی حضور داشت.